# Torenia lindernioides
Torenia lindernioides är en tvåhjärtbladig växtart som beskrevs av José de Saldanha da Gama. Torenia lindernioides ingår i släktet Torenia och familjen Linderniaceae. Inga underarter finns listade i Catalogue of Life.